# Macrorrhyncha brevirostre
Macrorrhyncha brevirostre är en tvåvingeart som först beskrevs av Lundstrom 1911.  Macrorrhyncha brevirostre ingår i släktet Macrorrhyncha och familjen platthornsmyggor. Inga underarter finns listade i Catalogue of Life.